# TPHA
Der TPHA (Treponema-Pallidum-Hämagglutinations-Assay) ist ein Test auf Infektion mit dem Erreger der Syphilis, Treponema pallidum Beim TPHA wird ein indirekter Nachweis durchgeführt, indem man das Serum des Patienten auf Antikörper untersucht.

## Prinzip
Man nimmt Erythrozyten (rote Blutkörperchen), deren Oberfläche mit Proteinen und Polysacchariden von Treponema pallidum beschichtet wurde. Anschließend wird Patientenserum hinzugegeben. Wenn das Patientenserum Antikörper gegen Treponema pallidum enthält, werden diese an die o. g. Proteine bzw. Polysaccharide auf den Erythrozyten anbinden und diese vernetzen. Diese Vernetzung ist mit bloßem Auge als Verklumpung der Erythrozyten (daher der Ausdruck Hämagglutination) zu sehen. Enthält das Patientenserum keine Antikörper, werden die Erythrozyten einfach sedimentieren. Auch dies ist makroskopisch sichtbar. Die Sensitivität des TPHA liegt zwischen 86 und 96 %, bei HIV-Patienten bei 83 %.
Wenn dieser Screening-Test positiv verläuft, macht man einen weiteren Kontrollversuch mit dem sogenannten FTA-Abs-Test. Weitere Methoden sind der Venereal Disease Research Laboratory test (VDRL) und der rapid plasma reagin test (RPR).
Zu einem falsch positiven Testergebnis (bei VDRL u. RPR, also den „nicht-treponemenspezifischen Antikörpertests“) kommt es bspw. durch das Antiphospholipid-Syndrom. Die dabei gebildeten Antiphospholipid-Antikörper binden ebenfalls an Cardiolipine der Zellmembran von Treponema pallidum. Daraus resultiert ein falsch positives Testergebnis in Form einer Verklumpung der Erythrozyten, ohne dass Treponemen vorhanden sein müssen.